# Diego de Sarmiento
Diego de Sarmiento, O.Cart. (falecido a 30 de maio de 1547) foi um prelado católico romano que serviu como bispo de Santiago de Cuba (1536–1544).

## Biografia
Diego de Sarmiento nasceu em Burgos, em Espanha, e foi ordenado sacerdote na Ordem dos Cartuxos. A 20 de outubro de 1535, foi nomeado durante o papado do Papa Paulo III como Bispo de Santiago de Cuba. Em 1536, foi consagrado bispo em Sevilha. Serviu como Bispo de Santiago de Cuba até à sua renúncia em 1544. Faleceu a 30 de maio de 1547 em Sevilha, Espanha.